# Salacia quadrangulata
Salacia quadrangulata är en benvedsväxtart som beskrevs av Rudolf Wilczek. Salacia quadrangulata ingår i släktet Salacia och familjen Celastraceae. Inga underarter finns listade.